# Empatia (Star Trek)
"Empatia" (títol original en anglès "The Empath") és el dotzè episodi de la tercera temporada de la sèrie de televisió de ciència-ficció estatunidenca Star Trek. Escrit per Joyce Muskat i dirigit per John Erman, es va emetre per primera vegada el 6 de desembre de 1968.
A l'episodi, mentre visita un planeta condemnat, el grup d'aterratge és sotmès a experiments brutals per poderosos aliens.
Aquest episodi és un dels pocs que la BBC no ha projectat al Regne Unit durant molts anys, a causa del seu contingut inquietant (tortura). No va ser emès per la BBC fins al gener de 1994.

## Argument
La nau estel·lar de la Federació Enterprise arriba a Minara II per recuperar personal d'investigació mentre la seva estrella està a punt de convertir-se en una supernova. El capità Kirk, el Dr. McCoy i l'oficial científic Spock baixen a la superfície però troben l'estació d'investigació deserta. L'enginyer en cap Scott mou l’Enterprise a una distància segura per protegir-la de ser bombardejada per una erupció solar.
El grup d'aterratge és transportat de sobte a una cambra subterrània i descobreix que estan atrapats juntament amb una bella dona muda, a qui McCoy anomena "Gem". El grup d'aterratge és atacat per dos extraterrestres, Lal i Thann, d'una raça d'éssers humanoides coneguts com Vians, que procedeixen a insultar Kirk. Gem demostra ser una empàtica absorbint les ferides de Kirk, assumint-les breument sobre ella mateixa abans que es curin.
Els quatre cerquen a les cambres properes i troben maquinària i sistemes informàtics, juntament amb cilindres transparents, alguns que contenen el personal d'investigació desaparegut en posicions grotesques, i tres buits etiquetats amb els noms del grup d'aterratge. Lal arriba, però Spock el sotmet amb un pessic vulcanià, permetent al grup escapar a la superfície. Se sorprèn veure a Scott i un grup de desembarcament esperant-los, però aviat descobreixen que només són un miratge. Els vians arriben i transporten a Gem i Kirk de nou al complex subterrani, on comencen a torturar Kirk mentre Gem mira. Durant això, els extraterrestres expliquen que havien provat el personal d'investigació (Linke i Ozaba) de manera similar, però tots dos homes van morir per les seves pors.
Gem i un Kirk malferit són transportats de tornada al lloc on estan subjectes McCoy i Spock, i Gem cura les ferides d'en Kirk, però només després que McCoy la insta a fer-ho. Els vian demanen un altre subjecte de prova, i McCoy seda Kirk i Spock per evitar que hi vagin. Quan Kirk i Spock es desperten, entenen per Gem què ha fet McCoy i escapen per trobar McCoy a prop de la mort a la cambra mèdica.
Kirk i Spock intenten ajudar McCoy, però són aturats per un camp de força. Observen com la Gem intenta absorbir les ferides de McCoy, tot i que sembla que té por d'assumir-les completament. Els vians expliquen que és una prova de Gem com a representant del seu poble: si està disposada a sacrificar la seva vida per la d'un altre, els vians, que només poden salvar una raça de la supernova que ve, triaran la seva. Gem torna a intentar absorbir les ferides de McCoy, però ell l'allunya, sense voler que mori. Spock observa que el camp de força reacciona a la resistència a la força i teoritza que la calma total dissiparia el camp, donant-los l'oportunitat de superar els vians. Kirk advoca que Gem ha demostrat la seva voluntat de sacrificar-se i acusa els extraterrestres de manca de compassió. Els vians, aparentment d'acord, tornen a Gem i McCoy a la salut total i prometen salvar la gent de Gem. Aleshores, ells i Gem desapareixen.
Kirk, Spock i McCoy tornen a l' Enterprise amb seguretat. Després d'escoltar el trio discutint la probabilitat de conèixer una dona com Gem, Scott comenta que devia ser una "perla de gran preu", i estan d'acord.

## Doblatge al català
L’episodi va ser doblat al català pels estudis Tecni-3 (primera part) i Diálogo (segona part) i emés a TV3 l’any 1989.
| Personatge                | Actor/actriu    | Veu en català                      |
| ------------------------- | --------------- | ---------------------------------- |
| James T. Kirk             | William Shatner | Jordi Boixaderas                   |
| Spock                     | Leonard Nimoy   | Isidre Sola i Llop                 |
| Leonard McCoy             | DeForest Kelley | Eduard Lluís Muntada               |
| Montgomery Scott 'Scotty' | James Doohan    | Joan Carles Gustems Domènec Farell |
| Hikaru Sulu               | George Takei    | Jaume Nadal Enric Cusí             |
| Gem                       | Kathryn Hays    | (-)                                |
| Dr. Ozaba                 | Davis Roberts   | Juan Lluch                         |
| Dr. Linke                 | Jason Wingreen  | Jordi Vilaseca                     |

## Producció

### Escriptura i disseny
La fan de Star Trek Joyce Muskat, acabada de sortir de la UC Berkeley, treballava com a reportera d'un diari quan va escriure el seu primer guió de televisió, "The Answerer". Es va inspirar en la novel·la de ciència-ficció de 1933 When Worlds Collide, i també en un antic costum egipci de convidar una persona a parlar en nom d'una altra que estava sent jutjada. Muskat també estava treballant en un teatre local i volia que la seva història es rodés en un plató nu i surrealista, com una obra de teatre que se centrava en els personatges. El seu patró de teatre, dramaturg i guionista Robert Fisher, li va agradar el guió i, fent d'agent, el va presentar.
Els productors de Star Trek Gene Roddenberry, Fred Freiberger i Robert Justman van pensar que prometia, però van acordar que hi hauria d'haver alguns canvis. Muskat va reelaborar el guió en funció de les seves aportacions. Freiberger, Justman i el consultor d'històries Arthur Singer van fer més canvis i Singer també va donar a la història un nou títol, "The Empath". Com que Muskat no era membre del Sindicat de Guionistes, 'Star Trek estalviaria diners, ja que la producció era molt ajustada.

### Direcció i càsting
El productor associat de Star Trek Robert Justman havia treballat en un episodi de The Outer Limits anomenat "Nightmare", que també tractava d'homes brutalment interrogats per extraterrestres en un plató minimalista. L'episodi va ser dirigit per John Erman, i Justman el va contractar per a "Empatia", donats els seus temes similars.
Erman, al seu torn, va contractar uns quants actors amb els quals havia treballat anteriorment. Va recordar a Kathryn Hays de la seva època com a directora de càsting, i la va recomanar per al paper de Gem. També havia impressionat Gene Roddenberry en un episodi de Naked City que ell havia escrit.
Els actors que interpretaven els Vians (Lal i Thann) eren amics d'Erman. Willard Sage (Thann) també havia treballat a l'episodi Outer Limits. Alan Bergmann va interpretar el Vian principal, Lal. Al principi es va mostrar reticent, ja que la part sonava limitada i no li agradava la idea de portar un maquillatge grotesc, però finalment Erman el va persuadir i va prometre ampliar el seu paper.

### Rodatge
El rodatge va començar el dijous 25 de juliol de 1968. Hi va haver un retard a causa del fet que Shatner, Nimoy i Kelley no estaven contents amb els elements del guió i amb diverses lesions i malalties inclòs Kelley que pateix un espasme a l'esquena. Primer es van filmar les escenes de la superfície del planeta, després el repartiment i la tripulació es van traslladar al plató gegant Marathon 1 de Paramount, vestits com a la surrealista cambra subterrània. L'estrella convidada Kathryn Hays va recordar: "Un ciclorama va recórrer tot l'estudi situat just contra les parets i això, juntament amb els sòls i els sostres, estava pintat de negre, de manera que semblava que estiguéssim a l'espai". El rodatge va acabar el divendres 2 d'agost, amb un dia sencer endarrerit a causa dels problemes a l'inici del rodatge. Aquest havia de ser l'últim episodi de Star Trek del director de fotografia Jerry Finnerman; havia estat amb el programa des del primer episodi. Aquesta també va ser l'única tasca de Star Trek per al director John Erman. No va gaudir de l'experiència, perquè Shatner i Nimoy volien dirigir-se ells mateixos. Erman va dir més tard: "Ningú era com Bill i Lenny. No recordo que cap altre actor digués el que van dir aquells nois, que era:" Oh, no, el meu personatge no ho faria". Això va ser l'últim rebuig per a un director." L'estrella convidada Alan Bergmann va recordar: "El Sr. Shatner i el Sr. Nimoy semblaven estar en conflicte. Van lluitar per millors posicions de càmera i van fer la vida difícil al director".

### Música
"Empatia" té una partitura musical distintiva, composta per George Duning. El seu ús de l'orgue Yamaha va ser, segons el mateix compositor, la primera vegada que l'instrument electrònic (recent arribat del Japó) apareixia en una banda sonora de pel·lícula de Hollywood. El tema encantador de Gem es va utilitzar en diversos episodis posteriors durant escenes tendres i romàntiques.

## Recepció

### Emissió
"Empatia" es va emetre a la NBC a les 22:00 del divendres 6 de desembre de 1968 i va ser el segon episodi de la tercera temporada més vist (després de l'inici de la temporada, "El cervell de l'Spock"), amb un 34 per cent de la quota d'audiència. No es va repetir a la NBC l'estiu de 1969 perquè les escenes de tortura es consideraven massa gràfiques per a la franja horària anterior.
Al Regne Unit, la BBC va decidir cancel·lar la projecció programada de l'episodi el 16 de desembre de 1970 (es va incloure al Radio Times), després de la projecció de "Miri" dues setmanes abans, que havia rebut diverses queixes dels espectadors. Això va fer que la BBC estudiés Star Trek més de prop, donant lloc a la prohibició d'ambdós episodis juntament amb "Els fillastres de Plató" i "Qui Déu destrueixi...". Els fans que van escriure a la BBC abans d'una altra repetició el 1984 van rebre aquesta resposta: "No hi ha plans per projectar els quatre episodis perquè creiem que tracten de manera més desagradable els temes ja desagradables de la bogeria, la tortura, el sadisme i la malaltia". La BBC no va projectar els episodis fins a la dècada de 1990.

### Resposta del repartiment i de la tripulació
Aquest va ser un dels episodis preferits de DeForest Kelley. Va dir: "Vaig pensar que estava fet de manera tan dramàtica. Tot l'escenari estava enfosquit amb cortines negres, i tot es va fer en 'punts de ploma'. Era tan únic en els valors de producció i la cinematografia".
L'estrella convidada Kathryn Hays va recordar en una entrevista: "Sovint he pensat que era un paper interessant per a mi. Em va encantar interpretar-ho. Va ser tècnicament molt interessant. Aquell programa va ser fascinant treballar-hi des d'un punt de vista tècnic. Era tan diferent d'un programa habitual."
L'estrella convidada Alan Bergmann va dir: "Tenint en compte els conjunts mínims i els ridículs vestits semblants als pijames dels habituals, l'episodi va tenir bastant èxit en text i producció".
L'escriptora Joyce Muskat va dir: "Quan ho vaig veure, hi va haver molts canvis. Però la història de Gem aprenent alguna cosa és la mateixa, i la idea de l'escenari cru i de quatre personatges interactuant encara hi era. Així que no he trobat cap error. Estava molt satisfeta."

### Resposta crítica
El 2015, Polygon va classificar "Empatia" com un dels tres millors episodis de Star Trek centrats en Spock. Van elogiar l'episodi per la seva conclusió moralista i el que anomenen el millor interpretació de Nimoy, que interpreta Spock. No obstant això, molts crítics consideren aquest com un dels pitjors, si no el pitjor, episodis de la sèrie, gràcies a la seva violència gratuïta i qüestionable to moral.
En un rànquing del lloc Hollywood.com, Christian Blauvelt situa aquest episodi en la posició 53a dels 79 episodis de la sèrie original. Pel lloc The A.V Club Zack Handlen dóna a l'episodi una nota de C- trobant que la sèrie s'està enfonsant lentament en la mediocritat amb un guió banal que tindria més sentit a Lost in Space i sembla que es basa una vegada més en el principi dels superpoders extraterrestres.
Una guia de marató de sèries de Star Trek del 2018 de Den of Geek va recomanar aquest episodi perquè presentava el trio de personatges Kirk, Spock i Bones de la sèrie original.

## Llançament en mitjans casolans
Aquest episodi es va publicar al Japó el 21 de desembre de 1993 com a part del conjunt complet de LaserDisc de la temporada 3, Star Trek: Original Series log.3. També es va incloure un tràiler d'aquest i dels altres episodis, i l'episodi tenia pistes d'àudio en anglès i japonès. El títol de la portada era スター・トレック TVサードシーズン.
Aquest episodi es va incloure a la caixa de DVD remasteritzada de la temporada 3 de TOS, amb la versió remasteritzada d'aquest episodi..